# Салливан, Трент
Трент Са́лливан (англ. Trent Sullivan; 8 апреля 1993, Сидней, Новый Южный Уэльс, Австралия) — австралийский актёр.

## Биография
Родился в Сиднее. Окончил «Saint Stephens College».
Трент снялся в 10-ти фильмах и телесериалах в период 1999—2008 годов.
Салливан наиболее известен ролью Эллиота Гилберта из телесериала H2O: Просто добавь воды, в котором он снимался в 2006—2008 годах.

## Избранная фильмография
| Год       |    | Русское название        | Оригинальное название | Роль              |
| --------- | -- | ----------------------- | --------------------- | ----------------- |
| 2005      | тф | Геракл                  | Hercules              | Гилл, сын Геракла |
| 2006—2008 | с  | H2O: Просто добавь воды | H2O: Just Add Water   | Эллиот Гилберт    |
| 2007      | ф  | Приговоренные           | Condemned             | Майкл Кавано      |